# Paula Teixeira da Cruz
Paula Maria von Hafe Teixeira da Cruz (née le 1er juin 1960 à Luanda) est une avocate portugaise et depuis le 21 juin 2011 ministre de la Justice du XIXe gouvernement constitutionnel portugais.

## Biographie
Elle est la fille de Augusto Teixeira da Cruz et de Maria Susana Casanho von Hafe, dont le père était allemand.
Arrivée d'Angola en 1975, elle fréquente le lycée Padre António Vieira, à Lisbonne et obtient une licence en droit à l'université libre de Lisbonne en 1983. Jusqu'en 1987, elle exerce des fonctions éducatives dans la même université, tout comme à la faculté de droit de l'université de Lisbonne, en tant qu'assistante de droit administratif. Elle enseigne cette même matière à l'Institut d’études supérieures financières et fiscales, entre 1991 et 1992.
Avocate depuis 1992, elle rejoint en 2006 le cabinet F. Castelo Branco & Associados, où elle coordonne le Département de droit public, administratif et environnemental. Elle est également arbitre au Centre de médiation, d'arbitrage et d'expertise du Conseil national pour les professions libérales volontaires. Elle est membre Conseil supérieur de la magistrature (2003-2005), du Conseil général de l'ordre des avocats  (2002-2005) et du Conseil supérieur du ministère public (1999-2003) et défend la libéralisation des drogues.
Militante du Parti social-démocrate, depuis 1995, elle est présidente de l'assemblée municipale de Lisbonne de 2005 à 2009. 
Elle est divorcée depuis le 1er octobre 2008 de Paulo Teixeira Pinto, qu'elle a épousé en 1984 et avec qui elle a une fille Catarina (née en 1984) et un fils Paulo Guilherme (1986-2008).